# Doctrine du christianisme sur l'avortement
La doctrine du christianisme sur l'avortement correspond, pour la très grande majorité des Églises, à une condamnation ferme et totale. Ainsi, l'Église catholique a une doctrine officielle qui prévoit l'excommunication pour ceux qui le pratiquent. La position des Églises orthodoxes et des Églises évangéliques rejoint, sur le plan de la morale, celle du catholicisme. Les Églises protestantes historiques (luthériennes, Églises réformées et presbytériennes, Églises anglicanes et épiscopaliennes, méthodistes…) adoptent des positions variées et parfois plus libérales.

## Catholicisme
S'appuyant notamment sur Tertullien qui affirme au IIe siècle : Il est déjà un homme, celui qui doit le devenir, dès le concile d'Elvire vers l'an 300, l'Église catholique sanctionne l’avortement par l'excommunication, quel que soit le stade de développement du fœtus. Toutefois, la question de savoir à quel moment le fœtus doit être considéré comme entièrement humain (ce qui rend l'avortement condamnable au même titre qu'un meurtre) a été longuement débattue.

### Du concile de Vienne (1312) au concile de Trente (1563)
Au concile de Vienne en 1312, « l’Église catholique a exclu tout dualisme entre le corps et l’âme dans la nature humaine, niant ainsi la préexistence de l’âme avant le corps ; il faut les deux pour constituer un être humain, l’âme animant le corps. Toutefois le concile n’a pas précisé à quel stade du développement humain avait lieu cette union de l’âme et du corps ». La thèse de l'animation médiate (c'est-à-dire différée), qui avait la faveur de Thomas d'Aquin, paraît être la plus répandue chez les pères conciliaires mais elle n'est pas rendue « de fide », c'est-à-dire engageant la foi.

### DuXVIeauXXesiècle
En 1679, Innocent XI confirme que la condamnation de l'avortement est indépendante des controverses théologiques sur la date d'« animation » de l'âme.[source insuffisante]
Ensuite, les différents papes reviendront à de nombreuses reprises sur ce sujet.

### La peine de l'excommunication

#### Généralités
Aujourd'hui, dans l'Église catholique, « qui procure un avortement direct encourt l'excommunication latae sententiae », c'est-à-dire une exclusion automatique du simple fait que l'acte ait été commis, sans que l'autorité religieuse ait à se prononcer. Cette forme d'excommunication, provoquée par l'acte même (ce n'est pas une juridiction ecclésiastique qui décide d'excommunier) concerne autant les laïcs que les clercs. Cette peine est cependant exclue dans les cas où la volonté n'est pas libre (personne mineure, privée de raison, cas de légitime
défense, contrainte ou ignorance). De plus, l'avortement indirect, où la mort du fœtus n’est pas voulue mais est la conséquence de soins prodigués à la mère, n'est pas puni d'excommunication,.
Bien que le magistère semble avoir tranché définitivement la question, avec Evangelium vitae (1995), où le pape condamne tout avortement sans exception, certains théologiens[Lesquels ?] affirment que l'interruption médicale de grossesse (IMG) est moralement acceptable[réf. nécessaire].
L'excommunication est présentée par l'Église comme une peine en vue du repentir du coupable et de sa réconciliation. L'Église affirme ne porter un jugement sévère que sur l'acte lui-même et non pas condamner la personne, ce que montre sa recommandation sur l'accueil pastoral qui doit être réservé aux femmes ayant avorté : elle souligne que cet acte, qu'elle considère très grave, est traumatisant pour la personne qui l'a vécu, qui doit donc du fait même être accompagnée avec une sollicitude toute particulière. D'autre part, l'Église affirme que l'avortement résulte souvent d'une pression sociale, « structure de péché » contre laquelle il convient de lutter par des actions sociales adaptées (abstinence, centre d'accueil pour mères en détresse).
L'excommunication frappe également les membres du corps médical procédant à l'avortement (et ce, même dans le cas de prescription de médicament abortif — par exemple la « pilule du lendemain ») ou les hommes politiques qui défendent l'avortement, en tant que participants à cette structure de péché,. Les sacrements (en particulier la communion, le mariage et l'extrême-onction) leur sont donc interdits, ainsi qu'en principe l'enterrement en terre consacrée.

#### L'excommunication de mars 2009
En mars 2009, l'archevêque d'Olinda et Recife, José Cardoso Sobrinho rappelle que sont frappées d'excommunication la mère d'une fillette de neuf ans qui a fait avorter sa fille à la suite d'un viol, ainsi que des médecins ayant pratiqué l'IVG. La mère de l'enfant avorté n'est pas frappée par cette excommunication. Critiquée par la société civile brésilienne et l'opinion mondiale, la peine a été confirmée par le cardinal Giovanni Battista Re, officiel du Vatican dans une interview à « La Stampa », souvent présentée comme la « réaction officielle du Vatican ». Mgr Sobrinho, n'a fait que rappeler que l'avortement était frappé selon le Code de droit canonique §1398 d'une peine d'excommunication latae sententia c'est-à-dire automatiquement. Il n'a donc pas prononcé d'excommunication particulière.
L'excommunication a ensuite été écartée pour la mère de la fillette par la Conférence nationale des évêques brésiliens le 13 mars 2009, considérant que cette dernière avait agi sous la pression des médecins qui craignaient pour la vie de la fillette. Dans une tribune publiée le 15 mars par l'organe officiel du Vatican, l'Osservatore Romano, le président de l'Académie pontificale pour la Vie, Mgr Rino Fisichella assure la fillette de la proximité de l'Église et reproche à l'évêque de Recife d'avoir voulu s'exprimer de façon rapide et définitive sur l'excommunication.

#### Le repentir et le pardon
Le pardon est possible pour les femmes ayant avorté qui manifestent leur repentir. L'avortement nécessitait traditionnellement un évêque pour délivrer le pardon pendant le dimanche de la divine Miséricorde ou encore pendant le jubilé de la Miséricorde. Cependant, le 21 novembre 2016, le pape François, tout en réaffirmant que l'avortement est un « péché grave » qui « supprime une vie innocente », a fait savoir que tous les prêtres pourront désormais accorder l'absolution après le jubilé, afin que personne ne soit exclu du pardon de Dieu.

#### La question des limbes
Enfin, la récente décision, en 2008, de la commission théologique internationale du Vatican, approuvée par le pape Benoît XVI, de considérer l'idée des limbes, théorisée par Augustin d'Hippone, comme « une vision trop restrictive du salut », précise le statut des embryons avortés : si l'avortement est toujours fermement condamné, l'Église affirme « qu'il y a lieu de croire que Dieu pourvoit au salut de ces enfants, précisément parce qu'il n'a pas été possible de les baptiser » et qu'il y a « des bases théologiques et liturgiques sérieuses pour espérer que lorsqu'ils meurent, les bébés non baptisés ne vont pas en enfer »,.

## Église orthodoxe
Selon la Commission de bioéthique de l'Église de Grèce sur la fécondation in vitro :
- La conception :

Du début de la conception, l'embryon n'est plus un ovule fécondé; c'est un homme parfait en identité qui se perfectionne continuellement en ce qui concerne l'expression et l'organisation du phénotype.
- L'embryon :

Il possède des droits : droit à la personne humaine, droit à la vie, droit à l'éternité. Juste après le moment de sa fécondation il acquiert sa propre identité. Il appartient bien aux parents qui ont la responsabilité et l'obligation de sa protection, puisqu'ils l'ont voulu et l'ont créé, mais il est indépendant concernant le droit de compléter son développement, pour qu'il puisse exprimer sa propre volonté.
- Le zygote :

La première cellule qui provient de la fécondation de l'ovule par un spermatozoïde est d’une importance unique et sans précédent : la naissance d'une âme nouvelle. À chaque embryon donc, par la multiplication cellulaire qui caractérise le développement de son corps, par le transfert héréditaire et les caractéristiques qui forment sa personne, a lieu la naissance et le développement de son âme. L'embryon passera avec son âme de l'enveloppe humaine à l'habit de la divinité, du temps à l'éternité, de l'usure à l'incorruptibilité, de la similitude physique aux parents à la ressemblance spirituelle de Dieu. Dans l'embryon existe humblement l'image de Dieu.
- La gestation :

De même que le perfectionnement corporel d'un être humain exige une préparation biologique de plusieurs mois, la grossesse, de la même manière le processus de la manifestation de l'âme a une durée ; il débute à la conception pour être achevé par la suite. Plus la procédure de perfectionnement biologique avance, plus le degré de manifestation des fonctions de l'âme augmente. Selon saint Grégoire le Théologien, à mesure que le corps se développe et se perfectionne, de plus en plus la sagesse, la prudence et la vertu de l'âme se débordent (Paroles Dogmatiques, VIII).
Les Églises orthodoxes des sept conciles se réfèrent au canon 91 du concile Quinisexte de 692 :
« Les femmes qui procurent les remèdes abortifs et celles qui absorbent les poisons à faire tuer l'enfant qu'elles portent, nous les soumettons à la peine canonique du meurtrier. »
La position des Églises orthodoxes rejoint, sur le plan de la morale, celle du catholicisme
Ce refus inclut toute forme d'abortif : dans le deuxième canon traitant de l'avortement, saint Basile le Grand repousse l'idée de l'avortement possible dans les premiers mois de la grossesse :
« Celle qui détruit délibérément le fœtus qu'elle porte doit subir la punition réservée aux meurtriers et nous ne prenons pas en considération la distinction entre fœtus formé ou non formé. »

## Protestantisme
Pour les protestants, l'avortement est une question éthique, et en cette matière, c'est avant tout à chacun de prendre ses responsabilités face à Dieu sans se retrancher derrière une position de principe, un texte biblique ou une interprétation de la volonté de Dieu. Cela conduit les protestants à accepter l'avortement comme dernier recours et comme un mal nécessaire qu'il s'agit toutefois de prévenir par des politiques d'éducation sexuelle et d'accès à la contraception. 
Toutefois la question divise les communautés protestantes. Du côté libéral on trouve la majorité des adhérents aux églises protestantes historiques (luthériennes, Églises réformées et presbytériennes, Églises anglicanes et épiscopaliennes, méthodistes…), d'autant plus que ces communautés ont été historiquement impliquées dans les luttes pour les droits des femmes. Ainsi, en France, les femmes protestantes ont été sur-représentées dès la création des mouvements féministes, c’est-à-dire dès la fin du XIXe siècle. Les revendications des femmes, incluant le droit à la contraception et à l'avortement sont notamment portées par le mouvement Jeunes Femmes, rattaché au protestantisme, qui a accompagné et soutenu l’essor du Mouvement français pour le planning familial. Autre exemple, la Fédération des Églises protestantes de Suisse a soutenu la révision du code pénal donnant aux femmes le droit de décider librement sur l'interruption d'une grossesse dans les 12 premières semaines.
Il est à noter que, pour les théologiens, la perte de la vie humaine n'est en aucun cas la bienvenue :
- Dietrich Bonhoeffer, théologien protestant, mort martyr en camp de concentration, affirme dans son Éthique, « dans la droite ligne de l'Écriture » :

«  Tuer l'embryon dans le sein de sa mère signifie violer le droit que Dieu accorde à la vie en gestation. La discussion de savoir s'il s'agit déjà d'un être humain ne fait que camoufler ce simple fait : Dieu a voulu créer un homme qu'on a intentionnellement empêché de naître. Ce n'est rien d'autre qu'un assassinat », et encore : « Si l'enfant tient de Dieu le droit de vivre et s'il est déjà viable, le tuer intentionnellement face à la mort naturelle hypothétique de la mère est un acte extrêmement douteux. La vie de la mère est entre les mains de Dieu, la vie de l'enfant est anéantie arbitrairement. Il parait impossible de décider humainement laquelle des deux existences est la plus précieuse »  »
- Karl Barth dans sa Dogmatique, souligne que :

« Celui qui détruit une vie en germe tue un être humain ; il ose, chose monstrueuse, disposer de la vie et de la mort d'autrui, prendre une vie qui, pas plus que la sienne, ne lui appartient, mais dont Dieu est le maître puisqu'il l'a donnée. »

## Christianisme évangélique
La majorité des églises chrétiennes évangéliques sont pro-vie et sont contre l’interruption volontaire de grossesse et soutiennent les agences d’adoption et les agences de support social pour les jeunes mères . Des organisations évangéliques comme Focus on the Family sont engagées dans le mouvement pro-vie.